# Acem
Acem er en norsk nonprofitorganisation grundlagt i Oslo i 1966 med hovedformålet at undervise i acemmeditation. Acem er kendt for at holde store loppemarkeder i Oslo i 1970'erne og 1980'erne.
Acem købte i 2003 konferencecentret Halvorsbøle, der drives som et international kursuscenter.
Acem underviser også i yoga og gruppepsykologi.
Acem udgiver tidsskriftet Dyade og driver en norsk radiokanal, Acem Radio.
Historisk er Acem udsprunget af den indiske bevægelse Transcendental Meditation, men brød med bevægelsens tilknytning til guruen Maharishi Mahes Yogis person i 1972. Acem bygger på den opfattelse, at menneskelig udvikling må ske i samklang med den kultur, man er opvokset i, mens dyrkningen af en personkult ses som en hindring for menneskers vækst. Bruddet endte i et retsligt opgør, hvorefter Acem formentlig er fradømt retten til at bruge betegnelsen "transcendental meditation". I al fald bruger bruger organisationen ikke længere denne betegnelse.
Acem er også etableret i Canada, Danmark, Dominikanske Republik, Frankrig, Holland, Indien, Kina, Schweiz, Spanien, Storbritannien, Sverige, Taiwan (Republikken Kina), Tyskland og USA.